# フェザ・ギュルセイ
フェザ・ギュルセイ（Feza Gürsey、1921年4月7日 - 1992年4月13日）は、トルコの数学者、理論物理学者。
トルコ・イスタンブール生まれ。1953年イスタンブール大学准教授、1957年から1961年までブルックヘブン国立研究所、プリンストン高等研究所で研究した。1961年中東工科大学教授、1965年からイェール大学教授を務めた。場の量子論の分野に貢献した。1986年ウィグナー・メダル受賞。